# 정읍소방서
정읍소방서(井邑消防署, Jeongeup Fire Station)는 전북특별자치도 정읍시를 관할하는 전북특별자치도 소방본부 산하의 소방서이다.
소방서장은 소방정으로 보한다.

## 연혁
- 1982년 12월 16일: 정읍소방서 개서
- 2001년 3월 16일: 고창소방서 분리

## 조직
| - 소방행정과 - 소방행정팀 - 예산장비팀 | - 방호구조과 - 방호팀 - 예방안전팀 - 구조구급팀 | - 현장대응단 |

## 관할센터 및 관할구역
정읍소방서는 4개의 119안전센터와 1개의 구조대를 산하에 두고 있다.
| 명칭                 | 사진 | 주소                 | 관할구역                                                             | 지역대 |
| -------------------- | ---- | -------------------- | -------------------------------------------------------------------- | ------ |
| 하북119안전센터      |      | 서부산업도로 507-5   | 상교동, 농소동, 연지동, 연지동, 수성동, 북면, 칠보면, 산내면, 산외면 |        |
| 시기119안전센터      |      | 정읍남로 1421        | 장명동, 시기동, 초산동, 내장상동, 입암면                             |        |
| 신태인119안전센터    |      | 신태인읍 정신로 1241 | 신태인읍, 태인면, 감곡면, 정우면, 옹동면                             |        |
| 영원119안전센터      |      | 영원면 영원로 1048   | 영원면, 덕천면, 고부면, 이평면, 소성면                               |        |
| 정읍소방서 119구조대 |      | 서부산업도로 507-5   | 전북특별자치도 정읍시 일원                                           |        |

## 같이 보기
- 대한민국 소방청
- 대한민국의 소방
- 소방관 계급